# IS-1
IS-1(러시아어: ИС-1)은 IS 전차의 첫 전차로, 제2차 세계 대전 당시 붉은 군대가 운용한 중전차이다. 1943년부터 독일의 구축전차와 중전차를 상대하기 위해 개발되었으며, 1944년 붉은 군대에 공식적으로 도입되었다. 전차의 차체와 주포는 기본적으로 클리멘트 보로실로프 전차, 그 중에서도 KV-1 전차에 기반했으며, 이후 여러 차례 수정 및 개선을 통해 1944년 IS-1 전차가 등장하게 되었다. IS-1 전차는 동부 전선의 여러 전투 및 작전에 참여했다. IS-1의 단점을 보완하기 위해 방호와 공격력을 높인 IS-2 전차가 탄생했고, IS-1 전차의 차체를 활용한 구축전차 ISU-152도 탄생하였다.

## 참조

### 참고 문헌
- Желтов И. Г. и др. Танки ИС // Танкомастер. — 2004. — спецвыпуск.
- Желтов И. Г. и др. Танки ИС. Боевое применение // Танкомастер. — 2004. — спецвыпуск.
- Шунков В. Н. Оружие Красной армии —  Мн.:  Харвест, 1999. — 544 с. — ISBN 985-433-469-4.
- Желтов И. Г., Павлов И. В., Павлов М. В., Солянкин А. Г. Советские тяжёлые самоходные артиллерийские установки 1941—1945 гг —  М.:  Экспринт, 2005. — 48 с. — ISBN 5-94038-080-8.
- 틀:Книга:Рассказы об оружии